# Устинова Тетяна Іванівна
Тетяна Іванівна Устинова (14 листопада 1913, Алушта, Крим — 4 вересня 2009, Ванкувер) — радянська геологиня, першовідкривачка Долини гейзерів на Камчатці.

## Біографія
Тетяна Устинова закінчила Харківський університет, працювала на Уралі в Ільменському заповіднику. У 1940 році разом з чоловіком Юрієм Аверіним була переведена в Кроноцький заповідник на Камчатці. У квітні 1941 року Устинова в супроводі провідника Анисифора Павловича Крупеніна відкрила Долину гейзерів.
Устинова залишалася на Камчатці до 1946 року, досліджуючи гейзери Долини. Вона дала назви найбільш могутнім або ефектним термальним джерелам. Потім працювала в Кишиневі. У 1951 році тиражем 20000 примірників вийшла її книга «Гейзери Камчатки». У 1989 році Устинова виїхала в Канаду до своєї старшої дочки Тетяни, де померла 7 вересня 2009.
У заповіті Т. І. Устинова побажала, щоб її прах був похований у Долині гейзерів. І її воля була виконана: 05 серпня 2010 року вона назавжди залишилася у «своїй Долині».